# Antoniusbank
De Antoniusbank is een heuvel in het Heuvelland, gelegen in de buurtschap Sint Antoniusbank nabij Bemelen in de gemeente Eijsden-Margraten in het zuiden van de Nederlandse provincie Limburg.

## Wielrennen
De helling was in 2002 de slotklim van de wielerklassieker Amstel Gold Race.
De helling zit ook in de recreatieve fietsroute Heuvelland-Fietsroute.